# Іспанці
Іспа́нці (ісп. Españoles, МФА: [espaˈɲoles]) — романський народ і нація, що проживає на крайньому півдні Західної Європи, на Піренейському півострові. Корінне населення держави Іспанія. Говорять іспанською мовою, що належить до романської групи індоєвропейських мов. Творці і носії іспанської культури, іспанського світу. Християни, переважно римо-католики. Є нащадками кельтоіберійців, вестготів, римлян і маврів. Чисельність іспанців у світі становить приблизно 135 мільйонів осіб. У самій Іспанії налічується понад 41 млн осіб. Інші мешкають в країнах Західної Європи та в Америці. Нащадки іспанців також є серед сотень мільйонів осіб в іспаномовних націях Латинської Америки, а також на Філіппінах. У самій Іспанії іспанцем називають громадянина Іспанії. В країні домінує регіональна свідомість, — не тільки в каталонців, галісійців і басків, які є самостійними народами, але й у інших. Вони називають себе арагонцями, валенсійцями, канарцями, астурійцями, кастільцями тощо.

## Історія назви

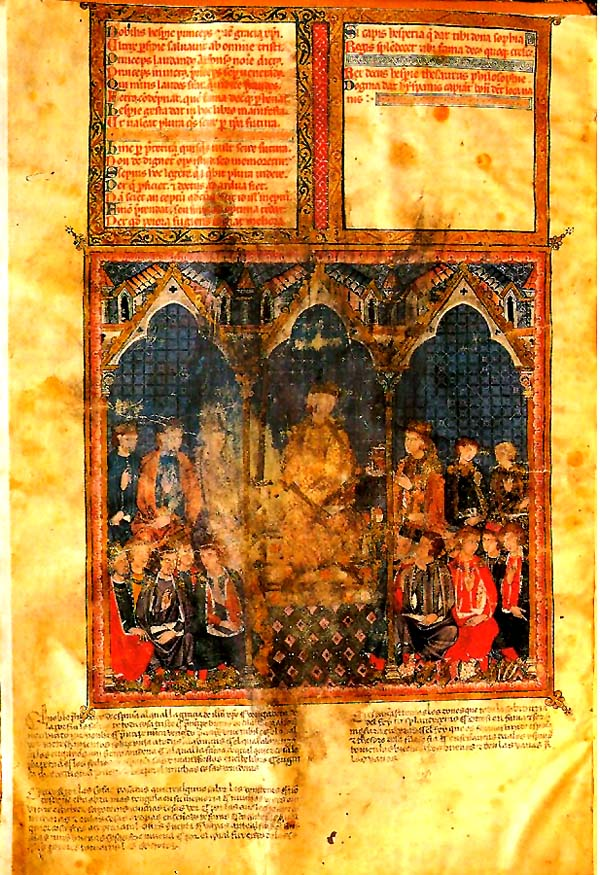
Сторінка рукопису Estoria de España (Альфонсо X Мудрий), де згадується hyspanis.

У латинському епіграфі до першої іспанської хроніки «Estoria de Espanna» (1282 або 1284), що була підготовлена королем Альфонсо X, королівські піддані названі «хіспаніс», а в іспанському варіанті — «іспанос»:
Rex, decus Hesperie, tesaurus philosophie, Dogma dat hyspanis; capiant bona, dent loca uanis.
Оригінальний текст (ісп.)
El Rey, que es fermosura de Espanna et tesoro de la filosofia, ensannança da a los yspanos; tomen las buenas los buenos, et den las vanas a los vanos.

У цій же книзі ідеться про міфічного предка, племінника Геракла, на ймення Еспан (Espan).

## Мова
Іспанська мова належить до романської групи індоєвропейської мовної родини. Найбільш близькі до іспанської — португальська, галісійська, каталонська. Власне, дві останні — проміжні ланки, галісійська — між іспанською та португальською, каталонська — між іспанською та французькою[джерело?]. Трохи меншу, але доволі велику схожість, вона має з італійською.
Поряд з англійською, французькою, німецькою, російською й арабською іспанська мова є міжнародною.
Вона є державною в більшості країнах Латинської Америки, за винятком Французької Гвіани, Гаяни, Суринаму, Бразилії та низки Антильських островів.
Іноді її називають кастильською, бо літературна іспанська склалася на основі кастильського діалекту. B Іспанії є й інші діалекти — арагонський, астурійський (баблє), леонський та інші. Писемність — на основі латинки.
Попередниця іспанської мови — староіспанська (вона ж кастильська) утвердилася в період, коли іспанці відвойовували в арабів Толедо (1085), Кордову (1236) і Севілью (1248). Вона розвивалася під впливом французької та провансальської, під впливом труверів Франції та трубадурів Провансу. Тепер вона зберігається в доволі зміненому вигляді у нащадків іспанських євреїв, сефардів, що переселилися на Балкани, під назвою ладіно.
«Відродження» місцевих наріч, розпочате в 60-ті роки 20 століття, має доволі штучний характер[джерело?].

## Етногенез
Спочатку територія Іспанії була населена іберами, які пізніше перемішалися з кельтами. Виникла нова спільнота — кельтібери. Країна мала назву Іберія. Крім цього, тут мешкали народи іншого походження. Один з них — баски, народ невідомого походження з ізольованою мовою. Були припущення щодо його спорідненості з грузинами, проводились дослідження з порівняння мов грузин і басків. Має схожість й давня назва Грузії — Іверія. Втім генетичний аналіз не підтверджує цю теорію[джерело?].
На початку 1-го тисячоліття населення Піренейського півострова зазнало романізації. В 5 ст. сюди вторгаються племена германців (вест-готів). Країною керують вест-готські королі. В 8 ст. з півдня майже весь півострів захоплюють араби, бербери та євреї. Встановлюється влада арабських династій (Альмохадів, Альморавидів, Омеядів). З цього часу невеликі готські королівства, Астурія, Лєон, Арагон, Наварра, починають боротьбу з арабами (Реконкіста), яка закінчилася в 15 ст., за часів короля Фердінанда Арагонського та королеви Ізабелли Кастильської. Почалося об'єднання країни і нації. Наприкінці 15 століття почалася епоха Великих географічних відкриттів, в яких Іспанія відіграла провідну роль, поряд зі своїми конкурентами, Португалією і Англією, подібно яким вона володіла величезними колоніями. Завдяки іспанцям з'явилися нові народи в країнах Латинської Америки, на Філіппінах, що виникли від змішування іспанців і місцевих мешканців. Їх прямі нащадки називаються креоли, а змішані — метиси (зазвичай це нащадок іспанця та індіанки, але не обов'язково).
Антропологічний тип іспанців — середземноморський, — у них довгі обличчя, довгі, прямі чи горбаті носи, переважає темне волосся, але зустрічається й світле. В Андалусії сильно виявляється арабський компонент.

### Генетика
У порівняльній таблиці наведена статистика за гаплогрупами чоловіків Іспанії з чоловіками європейських країн, регіонів (*) та спільнот.
| Країна/Гаплогрупа | I1  | I2*/I2a | I2b | R1a | R1b  | G    | J2   | J*/J1 | E1b1b | T   | Q   | N   |
| ----------------- | --- | ------- | --- | --- | ---- | ---- | ---- | ----- | ----- | --- | --- | --- |
| Португалія        | 2   | 1.5     | 3   | 1.5 | 56   | 6.5  | 9.5  | 3     | 14    | 2.5 | 0.5 | 0   |
| Франція           | 8.5 | 3       | 3.5 | 3   | 58.5 | 5.5  | 6    | 1.5   | 7.5   | 1   | 0.5 | 0   |
| * Бретань         | 8   | 1       | 4.5 | 0.5 | 80   | 2    | 2.5  | 0.5   | 0.5   | 0   | 0   | 0   |
| Німеччина         | 16  | 1.5     | 4.5 | 16  | 44.5 | 5    | 4.5  | 0     | 5.5   | 1   | 0.5 | 1   |
| Ірландія          | 6   | 1       | 5   | 2.5 | 81   | 1    | 1    | 0     | 2     | 0   | 0   | 0   |
| Італія            | 4.5 | 3       | 2.5 | 4   | 39   | 9    | 15.5 | 3     | 13.5  | 2.5 | 0   | 0   |
| Іспанія           | 1.5 | 4.5     | 1   | 2   | 69   | 3    | 8    | 1.5   | 7     | 2.5 | 0   | 0   |
| * Андалузія       | 0   | 9.5     | 0   | 3.5 | 58.5 | 3    | 10.5 | 2     | 10    | 3   | 0   | 0   |
| * Арагон          | 2   | 14.5    | 1   | 2   | 60.5 | 1    | 10.5 | 0     | 5     | 4   | 0   | 0   |
| * Астурія         | 2   | 2       | 0   | 2.5 | 58.5 | 8    | 8    | 2     | 14    | 3   | 0   | 0   |
| * Басконія        | 0.5 | 5       | 0   | 0   | 85   | 1.5  | 2.5  | 0.5   | 2.5   | 0   | 0.5 | 0   |
| * Кантабрія       | 1   | 3       | 2   | 8.5 | 55   | 10.5 | 3    | 2.5   | 11    | 2.5 | 0   | 0   |
| * Кастилія-Леон   | 0.5 | 2       | 0.5 | 3   | 64   | 5    | 6    | 1     | 16    | 2   | 0   | 0   |
| * Ла-Манча        | 1.5 | 1.5     | 0.5 | 1.5 | 66   | 8    | 10   | 4     | 5     | 2   | 0   | 0   |
| * Каталонія       | 2   | 3.5     | 1.5 | 1.5 | 66.5 | 4.5  | 7.5  | 1.5   | 8.5   | 1   | 0   | 0   |
| * Естремадура     | 3.5 | 5       | 1   | 0   | 50   | 5    | 11.5 | 0     | 18.5  | 5   | 0   | 0   |
| * Галісія         | 5   | 3.5     | 2   | 1   | 57   | 4    | 10.5 | 4     | 10.5  | 2   | 0   | 0   |
| * Валенсія        | 3   | 5.5     | 1   | 3   | 63.5 | 1    | 6    | 2     | 13.5  | 1.5 | 0   | 0   |
| Україна           | 4.5 | 20.5    | 0.5 | 44  | 8    | 3    | 4.5  | 0.5   | 6.5   | 1   | 0.5 | 5.5 |
| Євреї-ашкеназі    | 4   | 10      | 9   | 9.5 | 19   | 19   | 20.5 | 2     | 0.5   | 5   | 0   | 1.5 |
| Євреї-сефарди     | 1   | 5       | 13  | 15  | 25   | 22   | 9    | 6     | 0     | 2   | 0   | 2   |

## Господарство
Заняття населення розрізняється в залежності від регіону чи етнічної групи. Всюди поширене землеробство. Бобові, оливи, виноград вирощують усюди, зернові — в Андалусії, Арагоні та на Месеті (означає «плоскогір'я»), кукурудзу, жито і картоплю — в північних районах, а цитрусові — на східному узбережжі. Тваринництво та морське рибацтво розповсюджене в Каталонії, Астурії, Країні Басків, в Мадриді також розвинуте тваринництво. Розводять велику рогату худобу, свиней, овець. Окремі групи мають свої традиційні заняття. Це — пасьєгос Кантабрії, марагатос Лєону, вакейрос Астурії, вони — пастухи, обмінюють свою продукцію на хліб, овочі, вироби ремесла.
Іспанія — країна з доволі високим рівнем економічного розвитку. За часи існування вона пережила період занепаду, коли з численних колоній судна постачали в метрополію золото та коштовні харчі. Розвиток економіки в самій Іспанії через це призупинився, але після розпаду колоніальної держави у 20 столітті, економіка поступово була відновлена.
Важливі галузі — гірничодобувна, чорна металургія, машинобудування, електротехнічна, хімічна та найдавніша галузь — текстильна. Вагому роль в економіці відіграє туризм.
У сільському господарстві переважають великі латифундії. Велика частина населення зайнята в промисловості та сфері послуг.
Велику роль в країні відіграє виноробство. Найбільш відомі вина — херес (виробляється в провінції Херес), Малага (місто Малага), портвейн і мадера (вина португальського походження). На відміну від Росії та Скандинавії, де надають перевагу міцним напоям, в середземноморських країнах вживаються сухі, слабкі вина, зазвичай під час обіду, в помірній кількості.
Традиційні ремесла іспанців і мистецтво представлені керамікою, різьбою по дереву, художньою вишивкою, плетінням, ткацтвом.
Поселення — різних типів. Є великі поселення, хутори з одним подвір'ям, багато типових середньовічних міст — невеликих, з багатими історичними традиціями та пам'ятниками. Найбільші, багатофункціональні міста — Мадрид (столиця), Барселона, Валенсія. Багато портів. Поселення в гірських районах нагадують кавказькі, — багатоярусні, зі щільною забудовою, будинки переважно білого кольору.
У давні часи іспанці використовували печери або напівпечери, будували напівземлянки, округлі чи овальні за планом.
На північному заході розповсюджений будинок з необробленого каміння, критий соломою (пальясо).
На півночі (волога частина країни) — басксько-наваррський або астуро-галісійський тип будинку, кам'яний.
Він має 2 поверхи, спальню, їдальню, кухню на вищому поверсі, господарчі приміщення — на нижньому. Південніше, в сухій частині, будинки одноповерхові, приміщення для худоби та господарчі будівлі — окремо. Багато районів бідні й лісом, й камінням, і тут використовують глину та цеглу. Є маленькі будиночки з плоским дахом. В Андалусії — будинки з замкнутим подвір'ям.
Одяг чоловіків — вузькі короткі штани до колін (такі носили в Європі в 18 столітті), біла сорочка, жилети, куртки, паски, плащі. Коротка куртка іспанця зазвичай прикрашена попереду та позаду вишивкою. Взуття — шкіряне або плетене з еспарто (іспанський дрок). На півночі в дощ носять дерев'яні черевики. Головні убори — фетрові солом'яні капелюхи, баскський берет. Капелюх, на відміну від італійського, широкополого (калабрєза), має короткі поля та невисоку тулію. Одяг жінок — в центрі країни — сорочка на лямках, коротка шерстяна куртка, в Андалусії — довга вузька сукня. На голові — хустки, чорна чи біла мережева мантилья. Панчохи — з вишивкою. Як прикраса — гребінь або квіти у волоссі. Типова іспанська сукня — вузька в талію з широкою спідницею з численними оборками.
Кухня різноманітна. Загальне — велике вживання свиного сала, оливок, гострих приправ з томату, цибулі, часнику, червоного перцю, овочів і фруктів. В Андалусії багато страв з риби, на південному сході — з рису. Напої — кава, молоко, цитрусові соки, вино, яблучний сидр.
Типова страва — паелья. Вона готується з рису з бульйоном, курки, яловичини, свинини, риби, і заправляється шпиком, цибулею, перцем, сіллю, зеленню, соком лимону, олією.
Також складно готується олья подріга, з яловичини, свинини, шпика, ковбас, зеленого горошку, картоплі, моркви, капусти, заправляється цибулею, часником, селерою, лавровим листям, перцем, сіллю, петрушкою, тертим сиром і томатами. Тортільяс — просмажений омлет з картоплею та овочами.

## Католицькі традиції
Кожне місто має свого заступника, день якого святкується. Свята влаштовують ермандади (братства), на півдні — більш пишно, на півночі — скромніше. Весняні карнавали, ярмарки, театралізовані вистави притаманні певним місцевостям.

## Культура

### Музика, танці
Музика Іспанії вважається найкращою у світі після італійської[джерело?].
В мистецтві існували романси, народні жанри пісні та поезії — летрильї, сегідильї, серенади, вільянсіко. Типовий іспанський жанр поезії — копла (короткий вірш). В Андалусії був розвинутий своєрідний жанр співу та танцю, — фламенко. Танець — вистукування ритму ногами, носком, п'ятою, стопою, по-іспанські — сапатеадо (від слова сапато — черевик). Схоже зустрічається не всюди, це тільки шотландський, ірландський і американський степ (чечітка). Танці в основному групові, зі стрибками, перебіжками. Найбільш відомі іспанські танці — пасодобль, фанданго, сарабанда та павана (старовинні).
В Іспанії народилося й танго, хоча набуло слави воно вже за океаном, в Південній Америці.

### Література

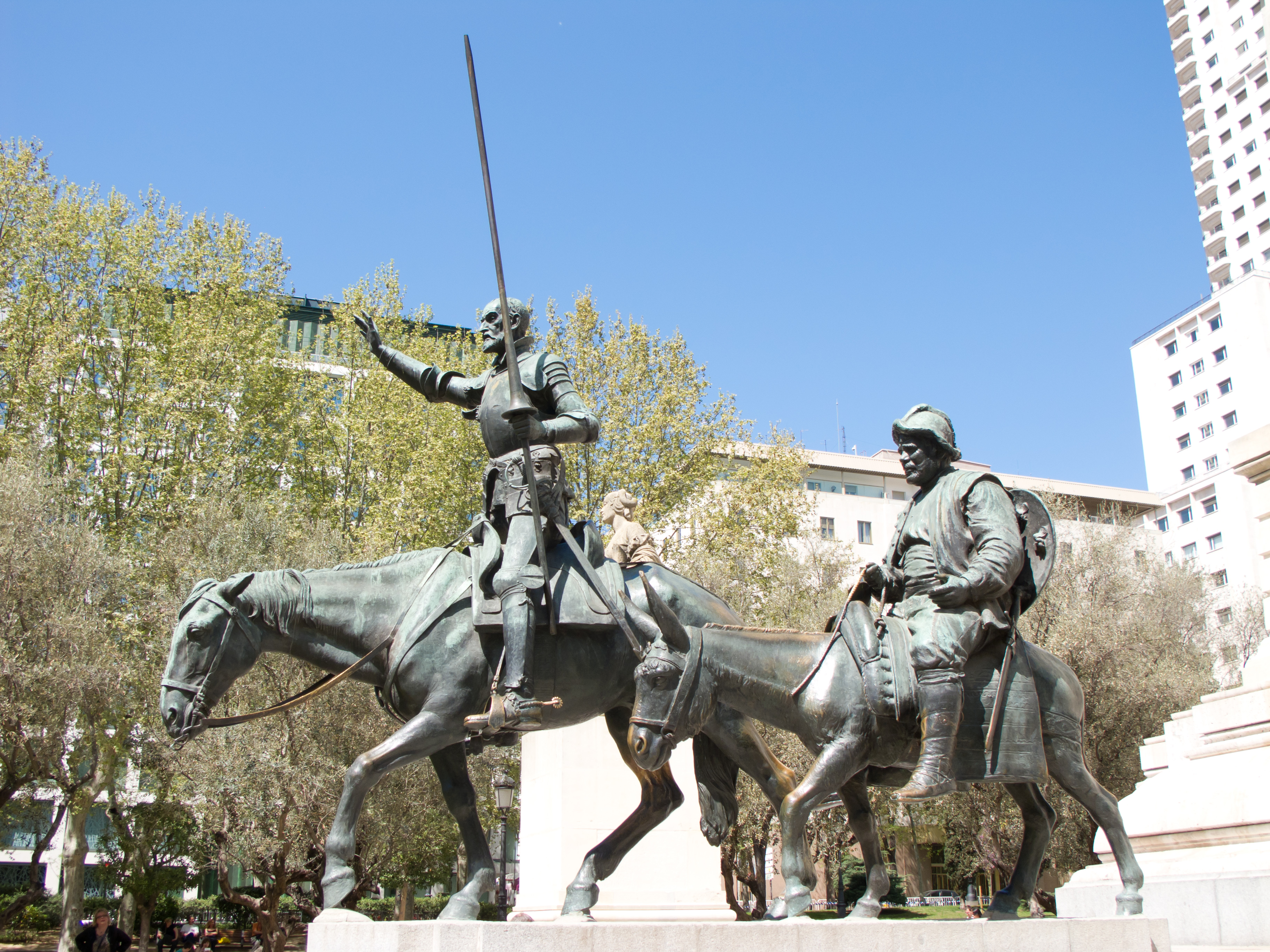
Монумент Сервантесу у Мадриді. Дон Кіхот та Санчо Панса.

### Архітектура
Архітектура має свої особливості. Іспанська готика майже не відрізняється від загальноєвропейської (хоча тут і розвивався особливий стиль «мудехар»), але Ренесанс вже своєрідний і має свою назву, — платереско («плоский»). Стиль бароко відомий в Іспанії як «чурригереско» (за прізвищем архітектора Чурригери). Найбільш відомі пам'ятники: собор в Бургосі, будівля університету в Вальядоліді, собор Сантьяго де Компостела, собор в Толедо. Пізніше в Іспанії розвиваються усі інші стилі, притаманні всій Європі. Саме для Іспанії притаманне мистецтво архітектора Антоніо Гауді, спеціалісти оцінюють його як постмодернізм [джерело?]. Він — каталонець, і мистецтво його — в Барселоні. Крім багатьох будинків в оригінальному стилі, він створив собор «Саграда фаміліа» (Свята родина), який став в останні часи одним із символів Іспанії (подібно до Ейфелевої вежі в Парижі).
Нові архітектурі тенденції розвива архітектура Сантьяго Калатрава.

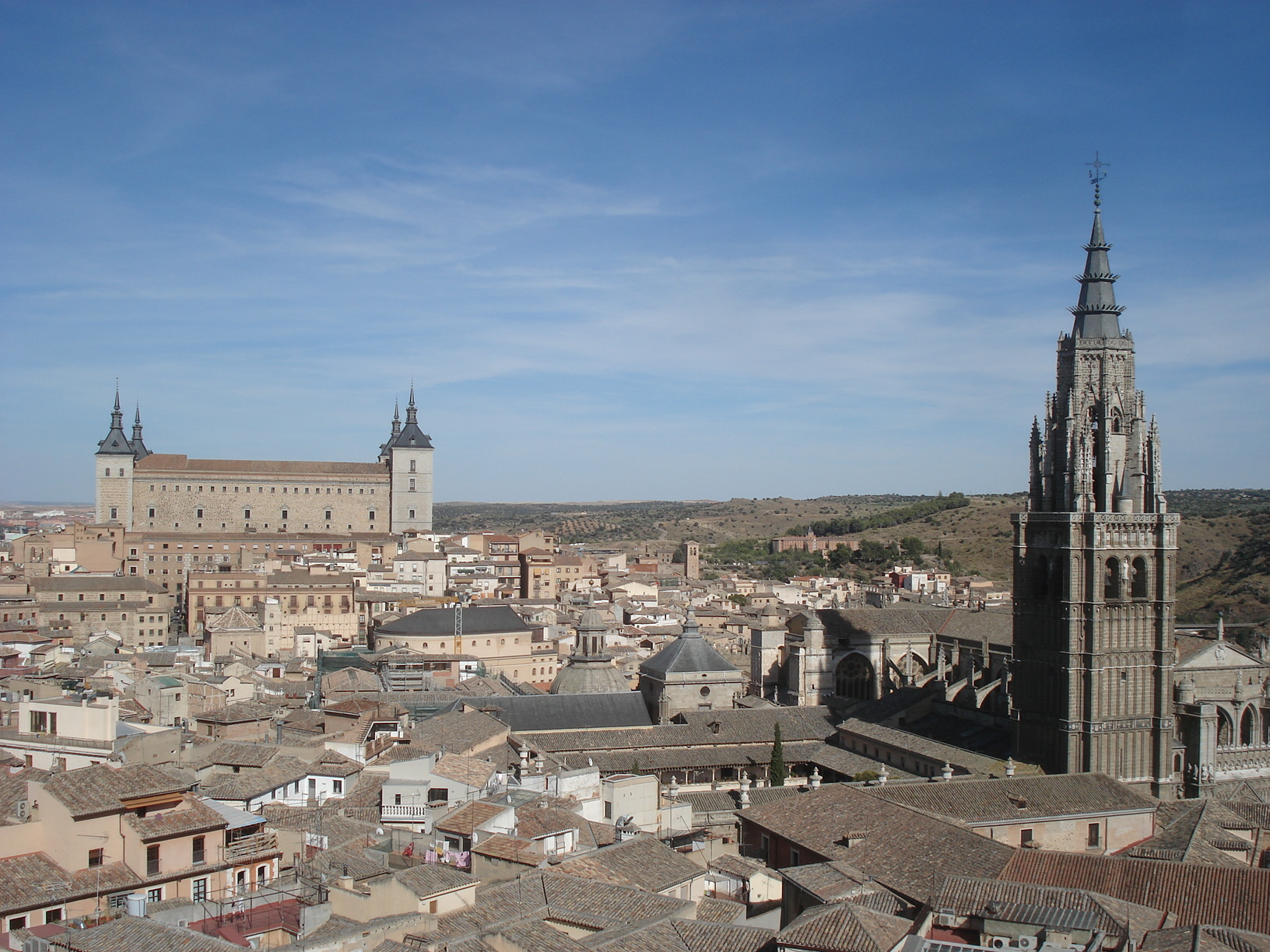
Собор і королівський палац Алькасар у Толедо
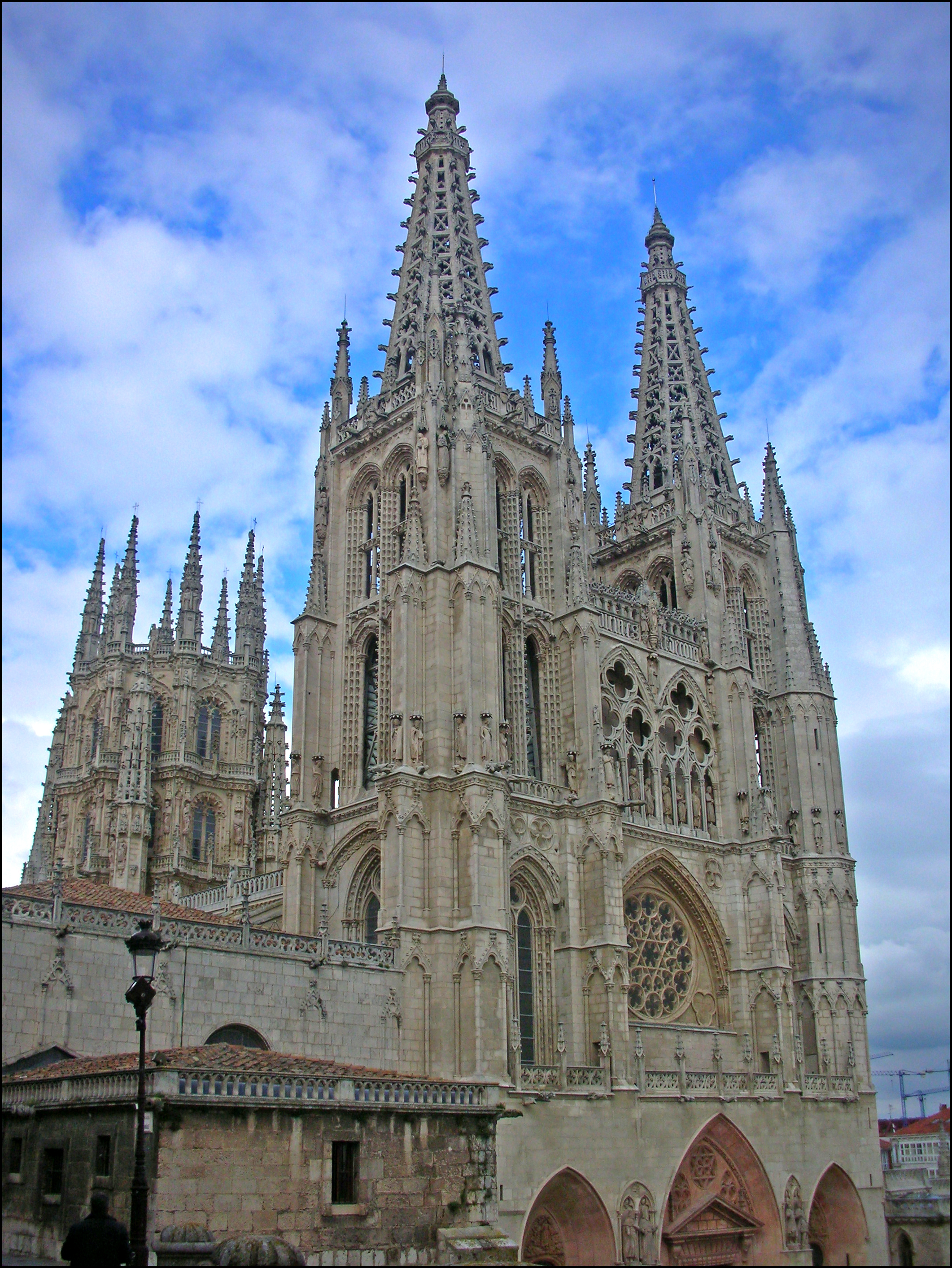
Бургос, катедральний собор
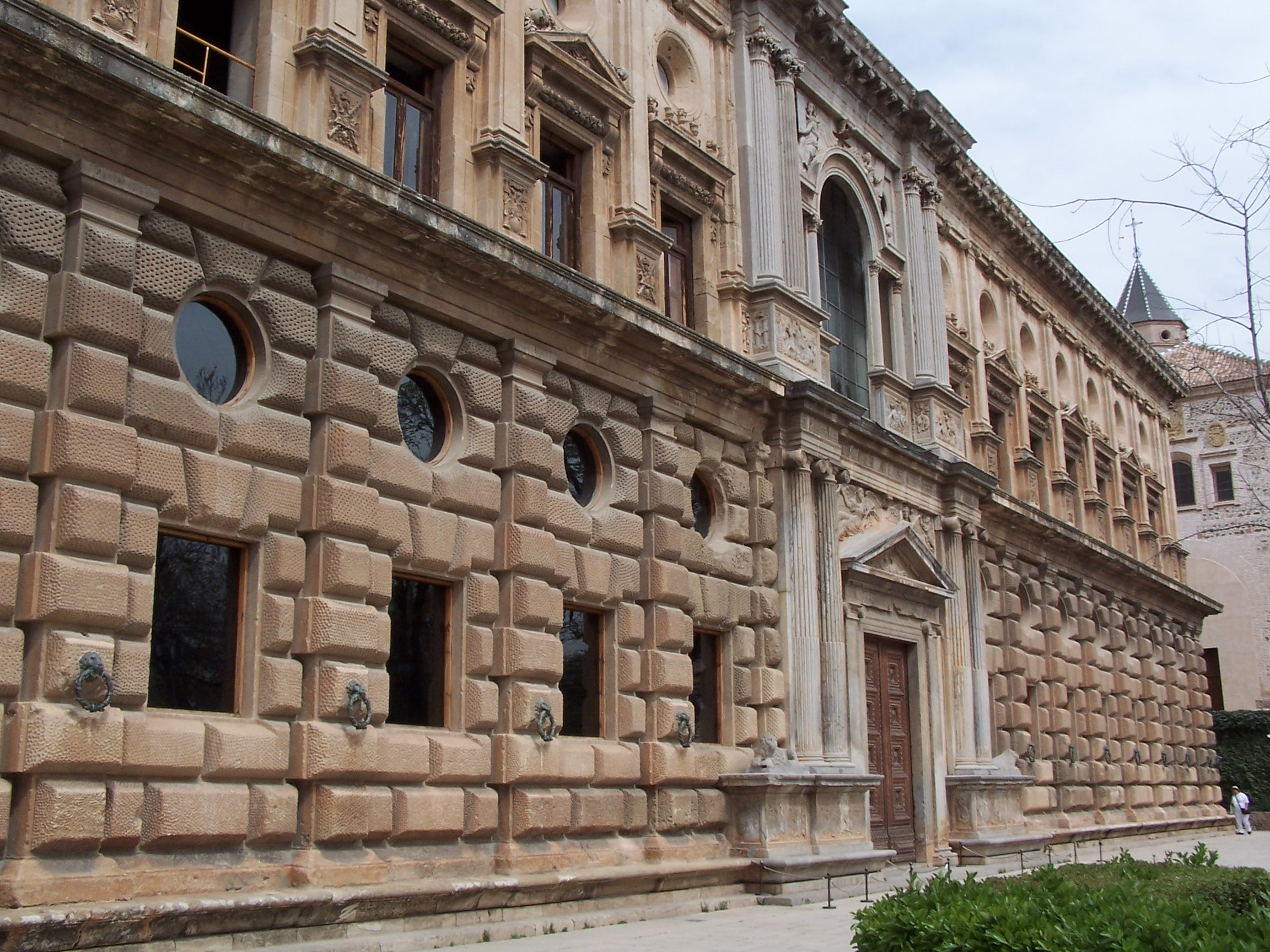
Палац Карла V
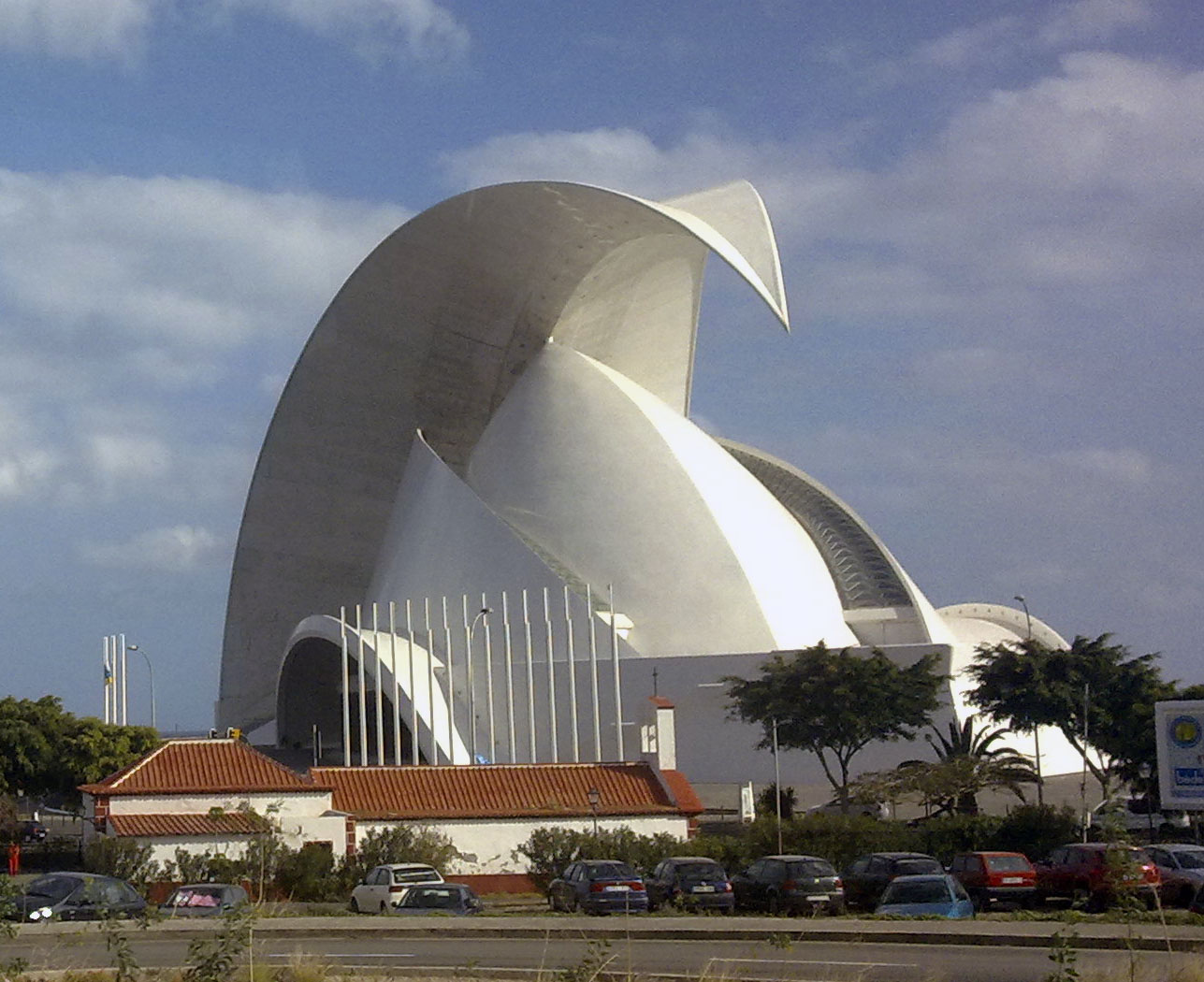
Сантьяго Калатрава, Аудіторіум в Тенерифе

### Живопис

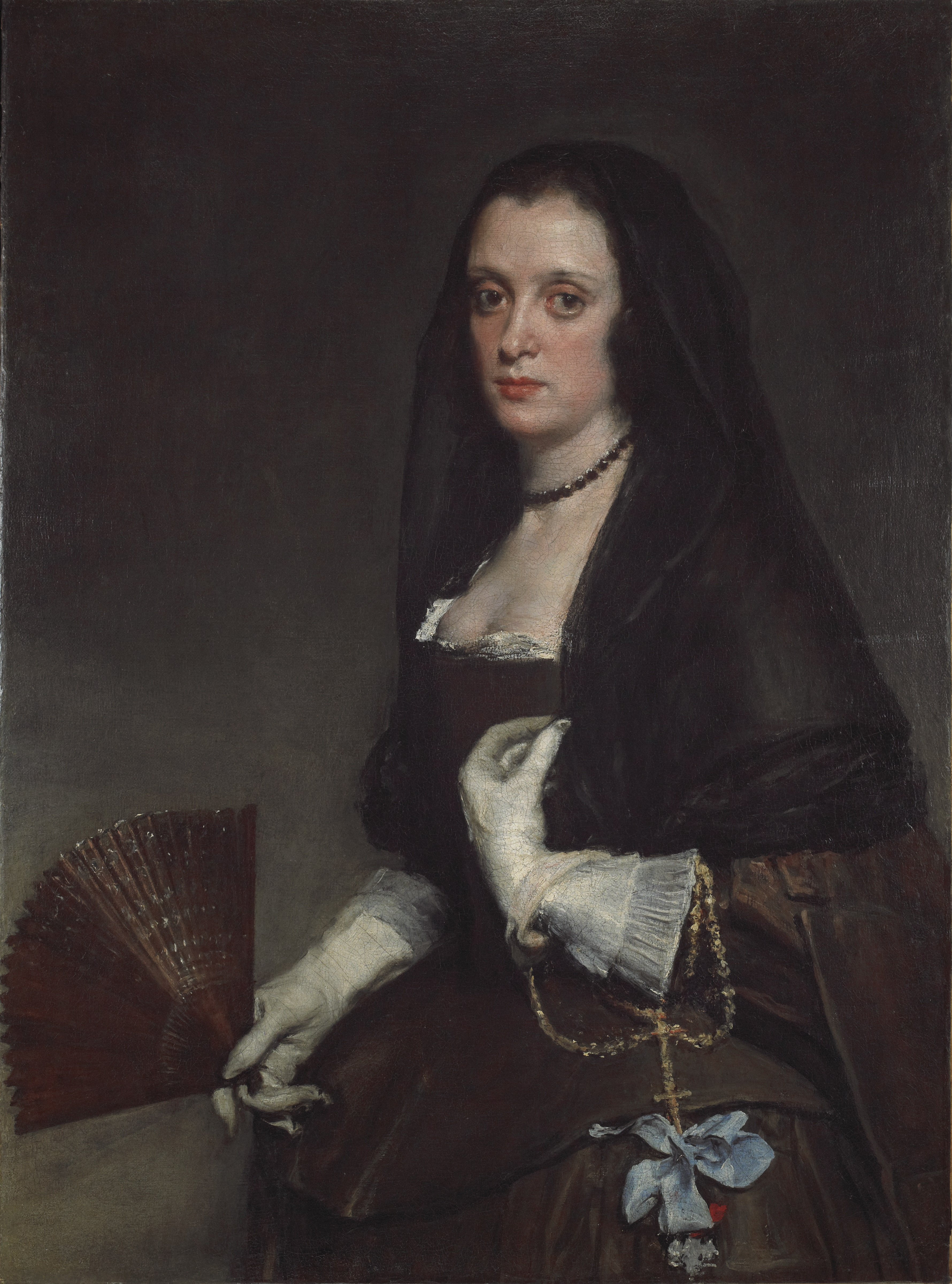
Дієго Веласкес, невідома пані з віялом

В 19 столітті дослідник іспанської літератури зі США Джордж Тікнор назвав і розцінив іспанське 17 століття як «Золоту добу». Цю назву підхопили.
Але мистецтвознавці Іспанії пізніше розширили межі "Золотої доби". Відлік починають з 1492 р., коли Небріха оприлюднив підручник «Іспанська граматика», а завершують 1681 роком, коли помер Кальдерон. В «Золоту добу», таким чином включають іспанське Відродження та маньєризм, іспанське бароко та художників реальності.
Отже, «Золота доба» іспанської культури ніяк не збігається з календарними межами 17 століття, хоча саме тоді відбувся пік розвитку і іспанської літератури, і іспанського образотворчого мистецтва. А їх мистецькі здобутки отримали світове визнання. Серед відомих літературних імен Європи почесні місця посіли —
- Сервантес
- Лопе де Вега
- Луїс де Гонгора
- Тірсо де Моліна
- Педро Кальдерон де ла Барка

Світове визнання отримали і іспанські художники 16-17 ст. —
- Луїс Моралес
- Ель Греко
- Дієго Веласкес
- Франсіско де Сурбаран
- Хосе де Рібера
- Бартоломео Естебан Мурільйо.

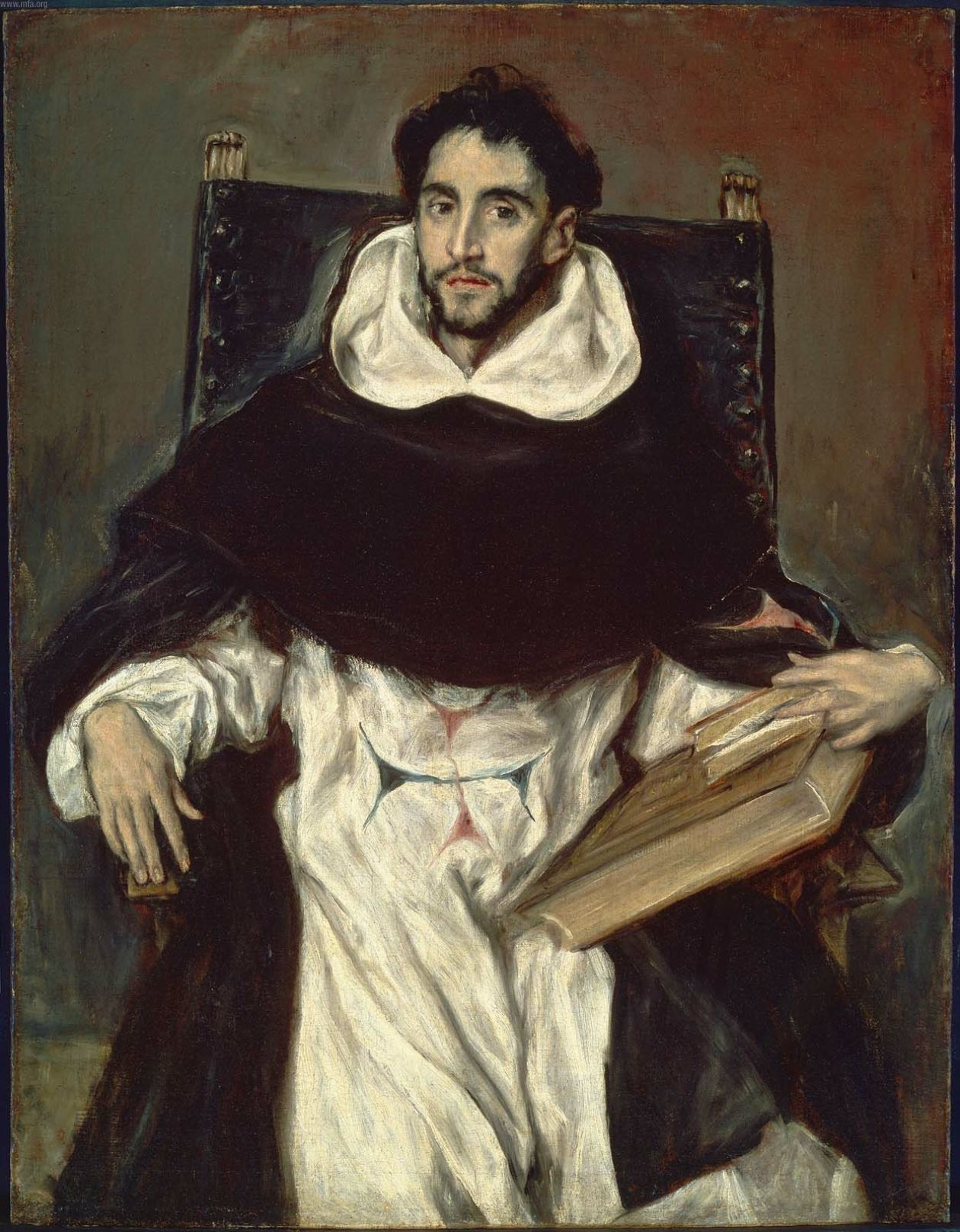
Ель Греко, Портрет Паравісіно.

Крізь руки іспанських можновладців текла річка золота та срібла, вивезеного з американських колоній. Цими коштами не тільки сплачували постійні війни в Америці та в Європі, але й підживлювали національну культуру. В Іспанії розгорнулося масове будівництво палаців, монастирів і соборів, замовлялись картини відомим художникам — національним та іноземним. Але консервативність управління та відсутність далекоглядності в політиці значно загальмували економічний та промисловий розвиток країни майже на 200 років. Коштовна річка золота та срібла осідала в розвинених державах Європи, де розпочав свій шлях первісний капіталізм — у Голландії та Фландрії, в Британії, Франції. Культурний пік іспанського мистецтва не збігався з економічним розвитком країни, яка слабшала і сповзла в політичну та економічну кризу. Покажчиками кризи стали і військові поразки Іспанії —
- на морі проти Британії,
- на континенті — проти Голландії,
- на Піренейському півострові проти Португалії. У 1640 р. від Іспанії відокремилася Португалія, що відновила свою незалежність і державність.

«Золота доба» в Іспанії завершилася без жодної значної фігури в політиці, літературі, мистецтві. Наприкінці 18 століття іспанське мистецтво частково реабілітував лише Франсіско Гоя.

### Культурні впливи
Іспанська культура впливала на культуру інших країн. Персонажі роману Сервантеса «Дон Кіхот» стали надбанням багатьох європейських культур. Вони — герої багатьох картин художників і скульпторів Західної Європи та Латинської Америки.
Іспанську тематиру розробляли митці Франції, Росії, США, серед них
- Щарль Куапель
- Оноре Дом'є
- Едуар Мане
- Глінка Михайло Іванович
- Проспер Меріме
- Коровін Костянтин Олексійович
- Вашингтон Ірвінг
- Ернест Хемінгуей
- Багрицький Едуард Георгійович

Француз Жорж Бізе написав оперу «Кармен» на іспанську тему, іспанські мотиви лунають в балеті «Дон Кіхот» Мінкуса. Багато російських і українських письменників, композиторів та поетів торкалися іспанської тематики.